# Lost
Lost är en amerikansk tv-serie som följer de överlevande från en flygolycka på en mystisk tropisk ö. Avsnitten innehåller vanligtvis en huvudhistoria som utspelar sig på ön, samtidigt som man får följa en sekundär berättelse från en annan tidpunkt i en rollfigurs liv. Det första avsnittet sändes första gången 22 september 2004, det sista avsnittet sändes 23 maj 2010. Totalt producerades sex säsonger som sändes på ABC i USA och på flera andra kanaler världen runt. I Sverige har serien sänts på TV4, med smygpremiär 31 januari 2005 och officiell svensk premiär 2 februari.
På grund av den stora skådespelarensemblen och höga kostnader för att spela in seriens avsnitt på Hawaii är Lost en av de dyraste TV-serierna som har producerats. Serien skapades av J.J. Abrams, Jeffrey Lieber och Damon Lindelof. Lost producerades av ABC Studios, Bad Robot Productions och Grass Skirt Productions. Musiken är komponerad av Michael Giacchino. De exekutiva producenterna av den sista säsongen är Damon Lindelof, J.J. Abrams, Bryan Burk, Jack Bender, Edward Kitsis, Adam Horowitz, Jean Higgins, Elizabeth Sarnoff och Carlton Cuse.
Serien blev tidigt en tittar- och kritikersuccé i USA med ett genomsnitt på 16 miljoner tittare per avsnitt under första säsongen. I Sverige låg tittarsiffrorna under samma säsong på omkring en miljon per avsnitt. Serien har vunnit ett flertal prestigefyllda priser, bland annat en Emmy för "Outstanding Drama Series" 2005 (utomordentlig dramaserie). Losts popularitet gjorde att seriens fiktiva universum även gav upphov till ett flertal kringprodukter i form av böcker, bräd- och datorspel samt The Lost Experience och Find 815, två internetbaserade "alternate reality games" (spel med flera verkligheter).

## Produktion

### Tillkomst
Arbetet på serien påbörjades i januari 2004 när den dåvarande chefen för ABC, Lloyd Braun Gueon beställde ett manus på sitt eget koncept, en korsning mellan filmen Cast Away och dokusåpan Survivor, den amerikanska motsvarigheten till Expedition: Robinson. Braun blev dock inte nöjd med resultatet utan kontaktade J.J. Abrams, skaparen av tv-serien Alias, och bad honom skriva manuset till ett pilotavsnitt. Abrams tvekade till en början men efter att fått lite friare händer samarbetade han med manusförfattaren Damon Lindelof och tillsammans utvecklade de seriens form och rollfigurer. Trots att produktionen begränsades av en snäv tidsram var manusförfattarna tillräckligt flexibla att de kunde förändra rollfigurerna för att passa de skådespelare de valde.
Pilotavsnittet var det dyraste i ABC:s historia och kostade någonstans mellan 10 och 14 miljoner dollar. Serien som hade premiär den 22 september 2004 blev både kritikerrosad och en av de största kommersiella succéerna i amerikansk tv under 2004. Då hade dock Walt Disney Company - i vilket både Touchstone Television ABC ingår - redan avskedat Lloyd, med hänvisning till de ekonomiska riskerna hans beslut hade betytt.

### Bakom kameran
Utöver seriens skapare är det framför allt två avsnittsförfattare som arbetat med serien: Jack Bender och Stephen Williams. Bland seriens mest anlitade regissörer finns:
- Carlton Cuse
- Javier Grillo-Marxuach
- Edward Kitsis och Adam Horowitz
- Leonard Dick och Steven Maeda
- Elizabeth Sarnoff och Christina M. Kim
- David Fury

### DVD-utgåvor
Säsong ett, två och tre finns utgivna i var sin DVD-box: Lost - The Complete First Season, Lost - The Complete Second Season, The Extended Experience och Lost - The Complete Third Season. Även säsongerna 4 och 5 har släppts som DVD-boxar, och säsong 6, den sista säsongen, släpptes på DVD oktober 2010.

## Persongalleri

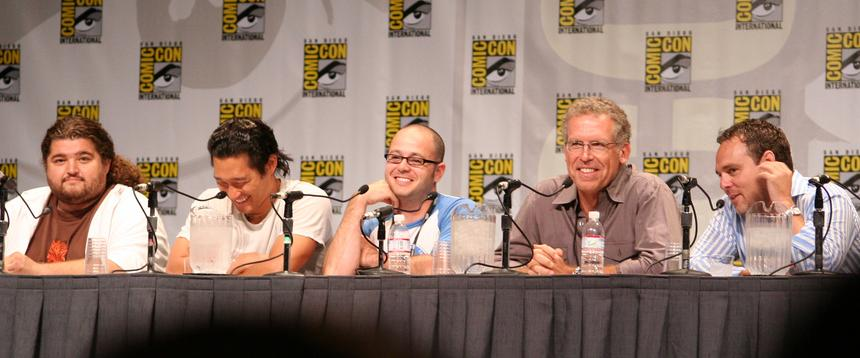
Jorge Garcia, Daniel Dae Kim, Damon Lindelof, Carlton Cuse och Bryan Burk.

Huvudartikel: Lista över rollfigurer i Lost
Serien kretsar till en början kring fjorton av de överlevande personerna: den forne irakiske soldaten Sayid Jarrah (Naveen Andrews), den gravida australiensaren Claire Littleton (Emilie de Ravin), den nedstämde kirurgen Dr. Jack Shephard (Matthew Fox), den otursförföljde lottovinnaren Hugo "Hurley" Reyes (Jorge Garcia), den bortskämda dansinstruktören Shannon Rutherford (Maggie Grace), bondfångaren James "Sawyer" Ford (Josh Holloway), det koreanska paret Sun (Yunjin Kim) och Jin-Soo Kwon (Daniel Dae Kim), Kate Austen (Evangeline Lilly), en ung kvinna på rymmen från rättvisan, rockstjärnan och drogmissbrukaren Charlie Pace (Dominic Monaghan), den mystiske John Locke (Terry O'Quinn), ingenjören Michael Dawson (Harold Perrineau Jr.) och hans tioårige son Walt Lloyd (Malcolm David Kelley) samt Boone Carlyle (Ian Somerhalder), Shannons styvbror.
Under sista säsongen omfattade Lost femton huvudrollsinnehavare. En så stor ensemble innebär ökade produktionskostnader men gynnar också en rollfigurdriven serie som Lost eftersom den ger manusförfattarna större flexibilitet att välja historier.
- Adewale Akinnuoye-Agbaje - Mr. Eko (avsnitt 29-55, gästskådespelare tidigare)
- Naveen Andrews - Sayid Jarrah (avsnitt 1-121)
- Henry Ian Cusick - Desmond Hume (avsnitt 50-121, gästskådespelare tidigare)
- Emilie de Ravin - Claire Littleton (avsnitt 1-121)
- Michael Emerson - Benjamin "Ben" Linus (avsnitt 50-121, gästskådespelare tidigare)
- Matthew Fox - Jack Shephard (avsnitt 1-121)
- Jorge Garcia - Hugo "Hurley" Reyes (avsnitt 1-121)
- Maggie Grace - Shannon Rutherford (avsnitt 1-32, gästskådespelare senare)
- Josh Holloway - James "Sawyer" Ford (avsnitt 1-121)
- Malcolm David Kelley - Walt Lloyd (avsnitt 1-26, gästskådespelare senare)
- Daniel Dae Kim - Jin Kwon (avsnitt 1-121)
- Yoon-jin Kim - Sun Kwon (avsnitt 1-121)
- Evangeline Lilly - Katherine "Kate" Austen (avsnitt 1-121)
- Elizabeth Mitchell - Juliet Burke (avsnitt 50-121)
- Dominic Monaghan - Charlie Pace (avsnitt 1-71, gästskådespelare senare)
- Terry O'Quinn - Jonathan "John" Locke (avsnitt 1-121)
- Harold Perrineau Jr. - Michael Dawson (avsnitt 1-49, gästskådespelare senare)
- Michelle Rodriguez - Ana-Lucia Cortez (avsnitt 26-49, gästskådespelare tidigare)
- Kiele Sanchez - Nikki (avsnitt 50-62)
- Rodrigo Santoro - Paulo (avsnitt 50-62)
- Ian Somerhalder - Boone Carlyle (avsnitt 1-25, gästskådespelare senare)
- Cynthia Watros - Libby (avsnitt 29-49)

Förutom huvudrollsinnehavarna har ett flertal återkommande biroller getts stort utrymme i den progressiva berättelsen:
- Mira Furlan porträtterade Danielle Rousseau, en överlevande fransyska från en forskningsexpedition 16 år tidigare.
- L. Scott Caldwell och Sam Anderson spelade makarna Rose Henderson och Bernard Nadler som skiljdes åt vid haveriet och vars förhistoria delvis har berättats genom återblickar sedan de under den andra säsongen återförenades.
- William Mapother och M. C. Gainey porträtterade Ethan Rom och Tom tillhörandes den gruppering som av överlevarna givits namnet De Andra.
- Kimberley Joseph har medverkat som Cindy Chandler, flygvärdinna på planet, som överlevde haveriet men blev kidnappad av "De Andra" i säsong 2. Hon ses senare leva tillsammans med "De Andra" i säsong 4 och 6.
- John Terry spelar Jacks far Christian Shephard i flertalet återblickar, liksom i vad som förefaller vara syner som Jack har haft på ön.

## Handling

### Säsong 1 (2004-2005)

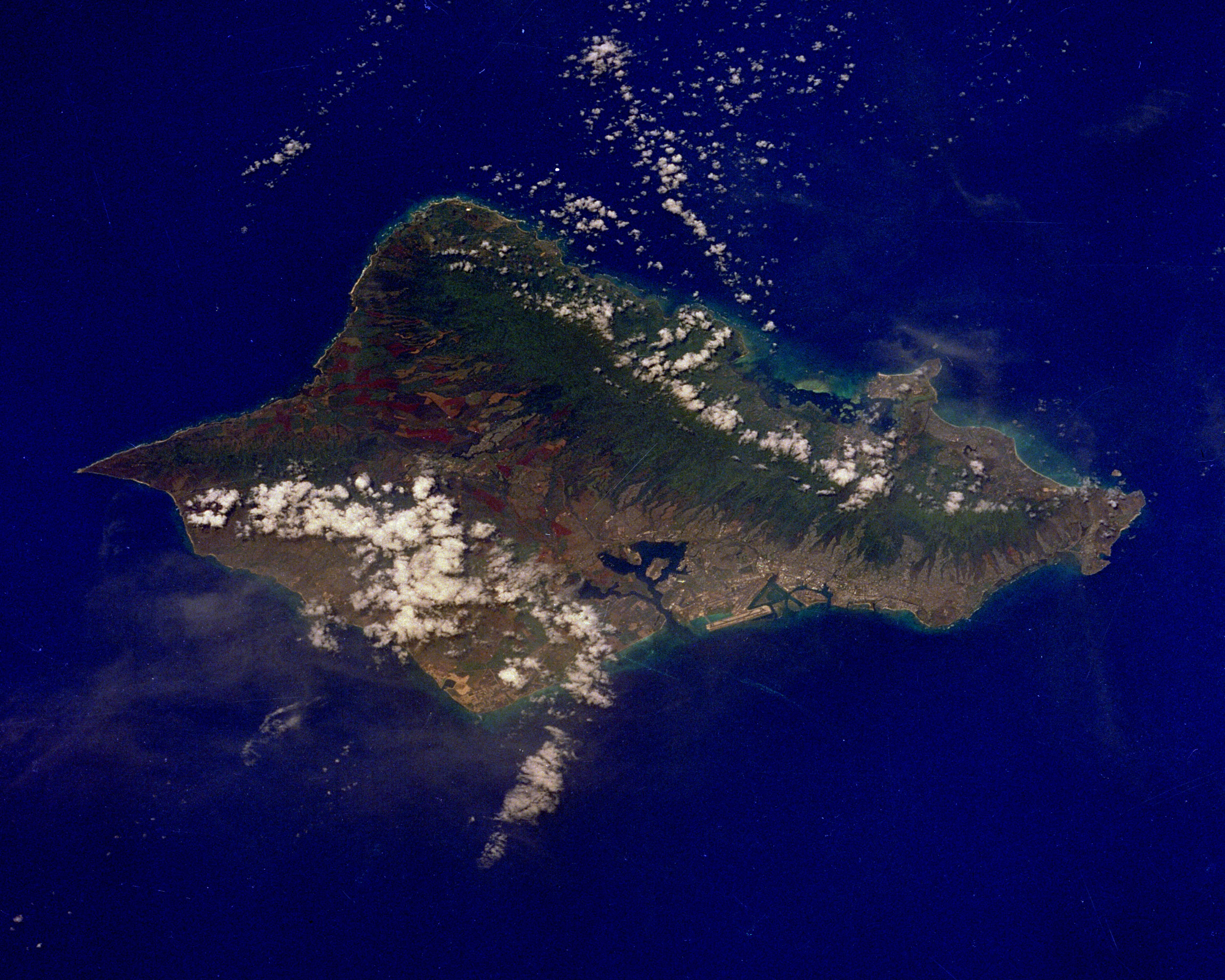
Lost spelades in på Oahu.

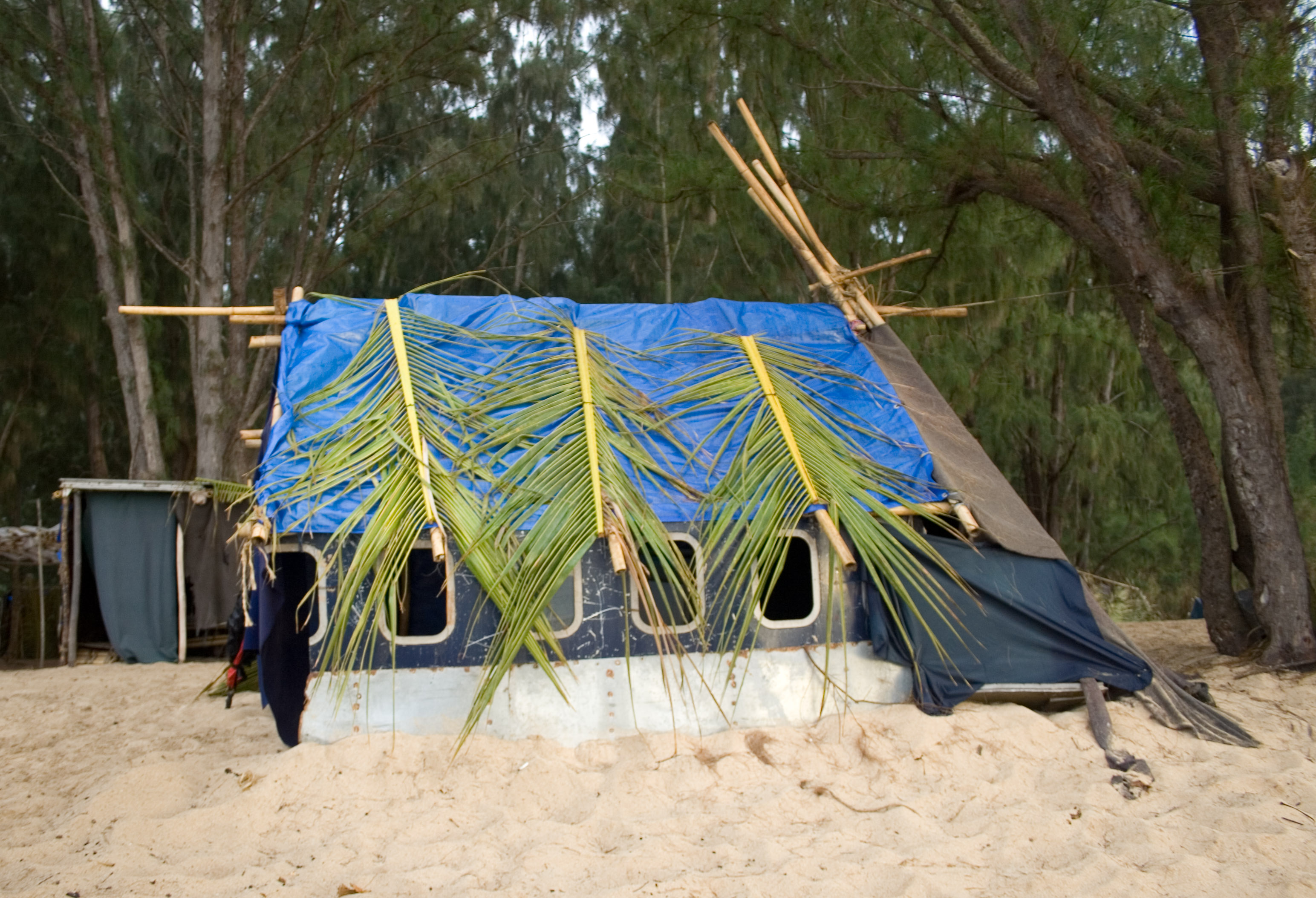
Sawyers hydda byggdes bland annat av delar från flygplansskrovet.

Säsong ett innehöll 25 avsnitt som sändes på onsdagar i USA med premiär 22 september 2004. En flygolycka strandar de överlevande passagerarna på Oceanic Flight 815 på en till synes öde ö, vilket tvingar en grupp främlingar att samarbeta för att överleva. Deras liv blir hotade av mystiska ting som isbjörnar, en osynlig varelse i djungeln och öns illvilliga invånare som kallas "De andra". De möter en fransyska som heter Danielle Rousseau som förliste på ön över sexton år tidigare och hittar en mystisk lucka av metall nedgrävd i marken. Ett försök görs att lämna ön på en flotte. Säsongen slutar med att Jack, Locke och Kate lyckats öppna luckan.

### Säsong 2 (2005-2006)

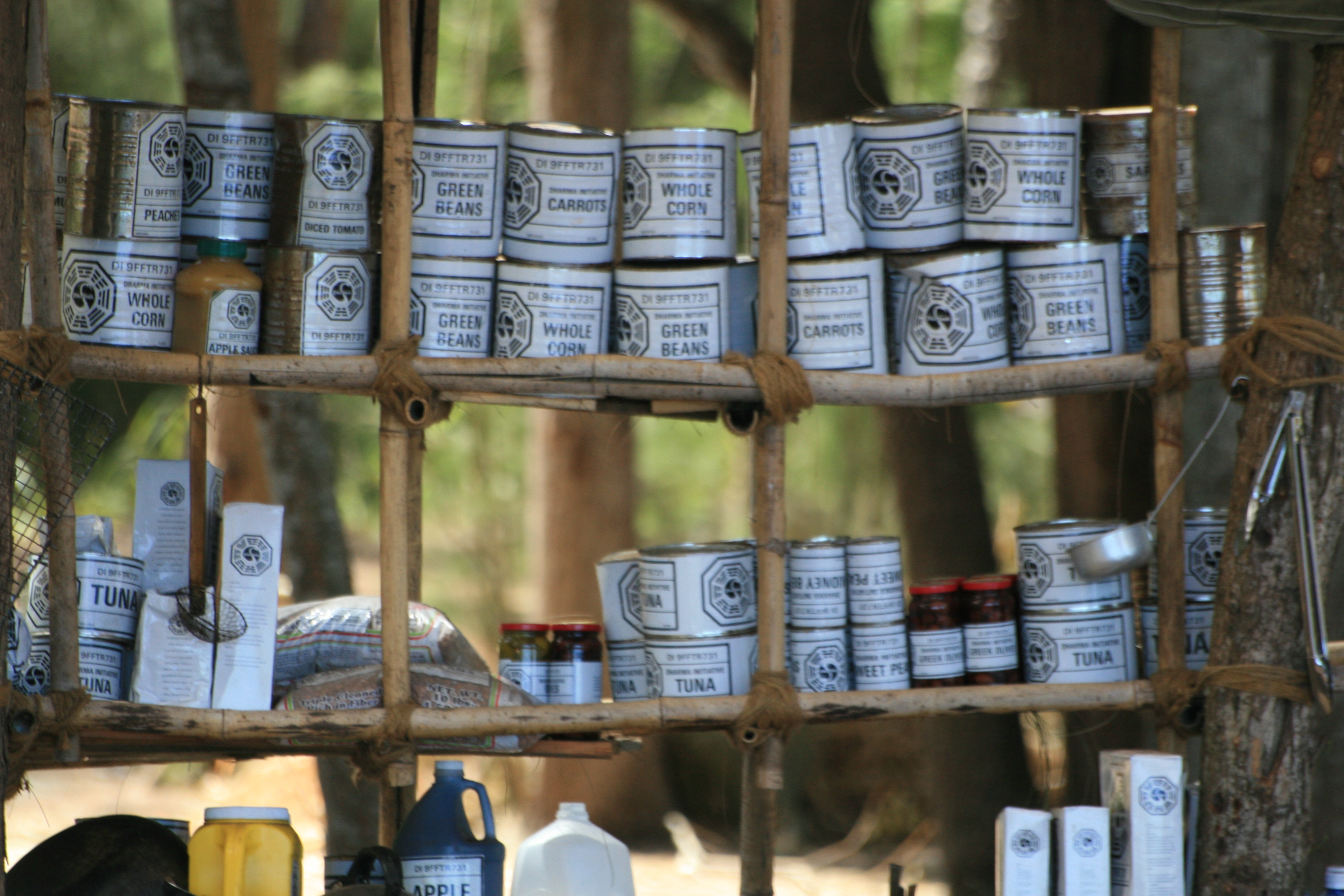
DHARMA proviant.

Efter att Walt blivit kidnappad av "De andra" i säsongsfinalen förblir han försvunnen under större delen av den andra säsongen. Nya bekantskaper görs när man upptäcker att ytterligare en grupp passagerare överlevde haveriet, men när de båda grupperna sammanstöter utbryter skottlossning och Shannon dör.
Bland de nyupptäckta överlevarna finns den katolske prästen och forne gangstern "Mr." Eko (Adewale Akinnuoye-Agbaje), den grubblande säkerhetsvakten och före detta polisen Ana Lucia Cortez (Michelle Rodriguez), och den tillbakadragna Libby (Cynthia Watros), som utger sig för att vara klinisk psykolog.
De överlevandes kamp på ön fortsätter. Luckan öppnas och öborna, med Jack och Locke i spetsen, tar reda på vad som finns i den - en station inredd i 1970-talsmode, och en man vid namn Desmond, som enligt honom själv är där som en del av ett experiment, där han måste trycka in en kod var 108:e minut. Annars går jorden under. Efter ett bråk går datorn, där koden knappas in, sönder. Desmond flyr, men datorn kan lagas i tid. Efterforskningarna på ön går dock vidare, och ger också utdelning, då det visar sig att ön gömmer flera ytterligare stationer, och att dessa skapades av en okänd organisation kallad DHARMA.
Danielle Rosseau fångar en av "De Andra", som använder det fiktiva namnet Henry Gale. Det visar sig dock att Henry inte är den han utger sig för att vara, och i hans flykt skjuts Ana Lucia och Libby till döds.
Michael, som begett sig ut för att leta efter sin son, återvänder till slut, men de övriga hyser misstankar mot honom. Det visar sig också att han förrått de övriga för att rädda sig själv och sin son, att det var han som dödade Ana Lucia och Libby. Tillsammans med Walt lämnar Michael ön, efter att först ha överlåtit Jack, Kate och Sawyer i "De Andras" händer. Och i samma ögonblick blir himlen lila - Locke har, trots Ekos försök att hindra honom, förstört datorn och därmed gjort det omöjligt att slå in koden. Desmond använder i sista sekund den säkerhetsnyckel som han fått instruktioner om att använda i nödfall, men stationen imploderar.

### Säsong 3 (2006-2007)
Under säsong tre uppdagas mer och mer om "De Andra", i det att Jack, Kate och Sawyer hålls fångna hos dem. "Henry Gale" visar sig heta Benjamin Linus (Michael Emerson) och vara någon form av ledare för gruppen. Han har dock ett mycket spänt förhållande till Juliet (Elizabeth Mitchell), "De Andras" läkare, som tyr sig allt mer till Jack.
I huvudlägret träder två (för tittarna) hittills okända överlevare in i handlingen; Paulo (Rodrigo Santoro) och Nicki (Kiele Sanchez); och Desmond Hume (Henry Ian Cusick), mannen som hittades i "luckan" och visar sig vara en före detta skotsk soldat, börjar hitta sin plats bland de övriga.
Eko, Locke och Desmond överlevde alla implosionen av luckan. Svårast skadad blev Eko, som dock överlevde, men snart därefter dödas av öns mystiska rökmonster. Locke förefaller vara den av de tre som klarat sig bäst, medan Desmond verkar ha fått mystiska krafter som en följd av olyckan. Krafterna gör så att Desmond kan se in i framtiden och upprepade gånger ser han Charlie dö på olika sätt. Han lyckas rädda honom flera gånger, men en dag får han en vision där han ser Charlie dö, men också Claire och Aaron gå in i en räddningshelikopter. Han förstår då att för att visionen ska bli sann, och alla ska bli räddade, så måste Charlie dö.
I säsongsavslutningen offrar Charlie sitt liv när han simmar in i Dharmastationen "Spegeln" för att stänga av en störningssignal som gör så att de inte kan kontakta den övriga världen. Han lyckas stänga av den, men när stationen sedan översvämmas drunknar han. När störningssignalen är avstängd kan Jack och alla de andra överlevande, som är på väg till ett radiotorn på ön, få kontakt med ett räddningsfartyg. Det förblir oklart om de blir räddade, men det visar sig i sista scenen att Jack och Kate kommer av ön någon gång i framtiden.

### Säsong 4 (2008)
Säsong 4 var planerad att bestå av 16 episoder, men på grund av manusförfattarnas strejk i USA blev säsongen bara 14 episoder lång. Denna säsong är inriktad på de överlevandes reaktion gentemot människorna som ankommer till ön med fraktfartyget Kahana, samt vad som händer efter deras ankomst. I framåtblickar får man se vad som hänt Oceanic Six efter att de lämnat ön. Säsong 4 började sändas i USA 31 januari 2008 och avslutades 29 maj samma år.

### Säsong 5 (2009)
Säsong 5 av Lost började sändas i USA 21 januari 2009 och slutade sändas 13 maj samma år (säsongen började sändas i Sverige 17 mars). Den handlade om vad som hände med dem som var kvar på ön när Ben flyttade den och hur Oceanic Six skulle ta sig tillbaka till ön. Väl tillbaka på ön hamnar Oceanic Six på 70-talet tillsammans med många av de personer som aldrig lämnade ön. De kommer på idén att detonera en bomb för att förstöra en stor mängd elektromagnetism, eftersom det var just den som fick deras flygplan att krascha på ön ungefär 30 år senare. Säsongen slutar med att de detonerar bomben i övertygelsen om att det kommer innebära att deras flygplan landar som tänkt i Los Angeles år 2004.

### Säsong 6 (2010)
Säsong 6 sändes i USA den 2 februari - 23 maj 2010 och i Sverige lite senare, 31 mars - 21 juli 2010. I den sista säsongen inleddes något som kallas för "flash-sideways" ("sidoblickar"). Istället för att göra tillbakablickar eller framåtblickar som tidigare säsonger, bestämde sig skaparna för att skapa ett parallellt universum där man får se vad som händer med personerna i serien om deras flygplan aldrig hade kraschat på ön, utan istället hade landat som planerat i Los Angeles.
I sista avsnittet avslöjas dock att det "parallella universumet" var en plats som personerna i serien själva hade "skapat" sedan de dött. Vissa dog på ön, vissa dog senare en naturlig död men det kvittade när de dog, för alla kom till detta "parallella universum" som sig själva - ett slags "Himmel".
På ön händer följande: Locke försöker förstöra ön men dödas av Jack och Kate. Jack, som har åtagit sig att bli Jacobs efterträdare som öns beskyddare och som även har blivit svårt skadad i striden med Locke, räddar ön från att sjunka varefter Hugo blir öns beskyddare med Benjamin Linus som assistent. Jack går tillbaks och lägger sig och vilar på precis samma ställe på ön där han vaknade upp i början på säsong 1 och cirkeln är sluten.

### Tidsspann
Seriens inledande haveri har blivit daterat till den 22 september 2004, samma dag som serien hade världspremiär. Till skillnad från de flesta andra längre tv-produktioner utspelar sig inte Lost i realtid på det sättet att varje säsong utspelar sig under ett år. Tidsperioden som beskrivs i serien är istället följande:
- Säsong ett - visad september 2004 till maj 2005 - utspelar sig i september, oktober och november 2004.
- Säsong två - visad september 2005 till maj 2006 - utspelar sig i november 2004.
- Säsong tre - visad september 2006 till maj 2007 - utspelar sig i november och december 2004.

## Mysterier

### Siffrorna
Talserien 4-8-15-16-23-42 har dykt upp i flera sammanhang i serien - första gången under säsong 1, som inskription på "luckan" som Locke och Boone upptäckte och som sedan visade sig vara en av ingångarna till DHARMA-stationen "Svanen" på ön.
Inne i Svanen visade sig talserien också utgöra en kod som måste slås in var 108:e minut, för att förhindra systemkrasch, varpå en elektromagnetisk reaktion sker. Något som visade sig vara anledningen till att överlevarnas plan havererade var att Desmond inte hade slagit in koden tillräckligt snabbt. 108 är f.ö. också summan av talföljdens element.
Hurley bär på en särskild relation till talföljden och är övertygad om att den bär på en förbannelse. Han spelade på talen - som han hade hört av en medpatient under tiden han var institutionaliserad på mentalsjukhus - på lotteri och vann 116 miljoner dollar. Sedan dess har alla i hans närvaro drabbats av otur.
Hurleys försök att ta reda på källan till talföljden ledde honom till Australien där han träffade änkan till en man som hade hört siffrorna i en radioutsändning under sin tid som sjöman på Stilla Havet, det vill säga i samma del av världen som ön där serien utspelar sig finns. Änkan kunde också berätta att även hon hade fått erfara talens "förbannelse".
Under resan hem från Australien havererade det plan Hurley flög med - samma haveri som inledde hela serien - och Hurley är nu övertygad om att "förbannelsen", och därmed han själv, var orsaken till att planet havererade.
I "The Lost Experience" avslöjades att talföljden var resultatet av en ekvation som pekar ut den tidpunkt då människan kommer att sluta existera, framtagen av en italiensk matematiker vid namn Enzo Valenzetti. Vidare får man där veta att man genom att ändra på siffrorna, kan flytta tidpunkten, och att en del av DHARMA:s forskning gick ut på just detta.

### Den svarta röken
Termen hänvisar till ett mystiskt moln av rök som har attackerat och dödat flera av överlevarna. Huruvida det handlar om en medveten varelse, ett mekaniskt system, något naturfenomen eller något annat är ännu oklart i säsong 4 men i säsong 6 får man veta att det är Jacobs bror som är den svarta röken.
Dess första offer blev planets pilot. Första gången röken syntes i bild var tidigt i säsong 1 då Locke möter den ensam ute i djungeln.
Rousseau menar att den är ett säkerhetssystem, gjort för att skydda ön.
I slutet av säsong 1 drar det nästan ner Locke i ett hål, men släpper och flyr efter att ha blivit attackerad med dynamit. Det återkommer i mitten av säsong 2 och möter Mr. Eko "ansikte mot ansikte". Den förefaller då scanna Mr. Eko och se genom hans minne och tittaren ser bilder från hans förflutna blixtra till inuti röken. Därefter försvinner det och håller sig borta till avsnitt 5 av säsong 3, då den återigen möter Mr. Eko. Denna gång tar det tag i honom, slungar runt honom och slår honom mot träd för att slutligen kasta honom mot marken. Eko avlider nästan genast och röken försvinner. Dock hinner han säga "Ni står på tur" till Locke, Desmond, Sayid, Nikki och Paulo som var där då.
Den dyker även upp i avsnittet Exposé då det hörs ljud som troligtvis kommer från den strax innan Nikki blivit biten av en Medusaspindel som paralyserar henne.
I avsnittet Left Behind dyker röken upp igen två gånger, dels när det kommer en serie ljusa blixtar vid Juliet och dels lite senare, då den står "ansikte mot ansikte" med Juliet och den sedan ger sig iväg.
I säsong 6 får man sen veta att röken är Jacobs "döde" bror. Efter att Jacob puttat ner honom i grottan (öns hjärta) förvandlas han till "röken" eller "monstret" som de kallar honom på ön. Rökens högsta önskan och mål är att i mänsklig form lämna ön vilket den redan som människa och barn ville.

### Djuren
Vid flera tillfällen har de överlevande påträffat djur som antingen inte är inhemska eller har utmärkt sig på andra sätt. I "Pilot: Part 2" skjuter Sawyer en isbjörn, en art som inte naturligt kan överleva i en tropisk miljö. Även Walt och Eko har stött på isbjörnar. I tredje säsongen för en isbjörn bort Eko till en grotta men han räddas senare av Locke. I "Outlaws" stöter Sawyer på flera vildsvin som han tror medvetet trakasserar honom. Kate och Sawyer ser en svart häst i avsnittet "What Kate Did" och återblickar i samma avsnitt avslöjar att Kate tror hon har sett hästen tidigare. När Michael och Sawyer befinner sig ute på havet i avsnittet "Adrift" attackeras de av en haj som har en logotyp med DHARMA Initiative på buken. Denna händelse har dock avfärdats av seriens kreatörer, i ett bakom kulisserna-reportage, som ett "påskägg". I "A Tale of Two Cities" försöker Sawyer lösa ett mekaniskt pussel som är till för att utfodra de djur som levde i den bur han är instängd i. Tom säger till Sawyer att det bara tog björnarna två timmar att lösa pusslet. Jack är också i början av säsong 3 instängd i ett rum i DHARMA-stationen Hydran, där man haft hajar och delfiner.
Djuren blev förda till ön av DHARMA-initiativet, som använde dem i sin forskning.

### Drogsmugglarnas plan
Planet är av märket Beechcraft och kom ursprungligen till ön från Nigeria, ett par år innan serien tog sin början. I planet fanns två personer - gangstern Goldie och Mr. Ekos bror, Yemi.
Avsikten med planet hade ursprungligen varit att Goldie, Eko och ytterligare en gangster - Olu - skulle smuggla ut heroin från Nigeria, gömt i statyer föreställande Jungfru Maria; planets officiella last. Händelserna tog dock en annan riktning när den nigerianska armén upptäckte deras planer och Olu sköts till döds i striden som följde. Även Yemi, som in i det sista försökt övertala Eko att ge upp smugglingsförsöket, skadades svårt och bars in i planet för att undkomma eldstriden. Precis innan planet lyfte knuffade Goldie ut Eko, som blev kvar på marken när planet lyfte.
Därefter kom planet uppenbarligen ur kurs, för att så småningom haverera på samma ö som senare även skulle bli nedslagsplats för Flight 815. Goldie dog efter att försökt skjuta ut sig med fallskärm, emedan Yemis kropp blev kvar i planet.
Första gången planet sågs i serien var i avsnitt 19, då Locke fick en uppenbarelse av det i en dröm, vilket ledde till att han och Boone gav sig ut i djungeln för att hitta det. De hittade planet och Boone klättrade upp i det för att se vad som fanns inuti och efter att ha konstaterat att det bara fanns droger och en karta, försökte Boone skapa radiokontakt genom planets radio. Han lyckades få en signal med någon som senare visade sig vara Bernard och den andra gruppen överlevare. Sekunderna därefter började planet att gunga och föll ner från klippkanten den låg på. Boone dog ett par dagar senare till följd av skadorna han ådragit sig i fallet.
Efter detta har planet synts i flera avsnitt under säsong två och tre - bland annat visade det sig att dess nedslagsplats också var platsen för DHARMA-stationen Pärlan.
I säsong 5 visar det sig att Locke är med och ser då planet kraschar, då han rest tillbaka i tiden. Han träffar också på Ethan under denna "flash".

## Priser och utmärkelser[3]
- 2004 - Family Television Awards: Best New Series
- 2004 - American Film Institute - Top 10 TV Programs of the Year
- 2005 - Visual Effects Society Awards: Outstanding Supporting Visual Effects in a Broadcast Program
- 2005 - Golden Satellite Awards; Best Actor in a Series, Drama: Matthew Fox
- 2005 - Television Critics Association Awards: Outstanding New Program of the Year
- 2005 - Television Critics Association Awards: Outstanding Achievement in Drama
- 2005 - Emmy Awards: Outstanding Drama Series[5]
- 2006 - Golden Globe Award för bästa drama 2006[6]
- Guldnymfen som pris för bästa dramaserie i Monte Carlo[7]
- Årets bästa drama två gånger i rad av Television Critics Association[8]

## Kuriosa

### Pilotavsnittet
- Lost spelades in på ön Oahu i Hawaii, USA.[1] Kostnaderna visade sig bli höga och under första säsongen spekulerades det om inspelningslokalen skulle flyttas. Under våren 2005 bestämde ABC att ändå fortsätta produktionen av den andra säsongen på Hawaii.
- Pilotavsnittet var det dyraste i historien, kostnaden för att producera de två inledande avsnitten överskred 11 miljoner dollar. Över 1 miljon dollar användes för att köpa in, bygga om och frakta det passagerarplan - ett Lockheed L-1011 - som användes under första säsongen.
- J.J. Abrams har använt sin barndomskamrat Greg Grunberg som skådespelare och lyckobringare i flera av sina produktioner. I Lost spelar han den överlevande piloten på Flight 815.
- Jack var ursprungligen avsedd att dö i pilotavsnittet.
- Man har fått veta att det är Gary Troup, författaren av "Bad Twin", som sugs in i flygplansmotorn.